# Kościół św. Małgorzaty Antiocheńskiej i Podwyższenia Krzyża Świętego w Bzowie

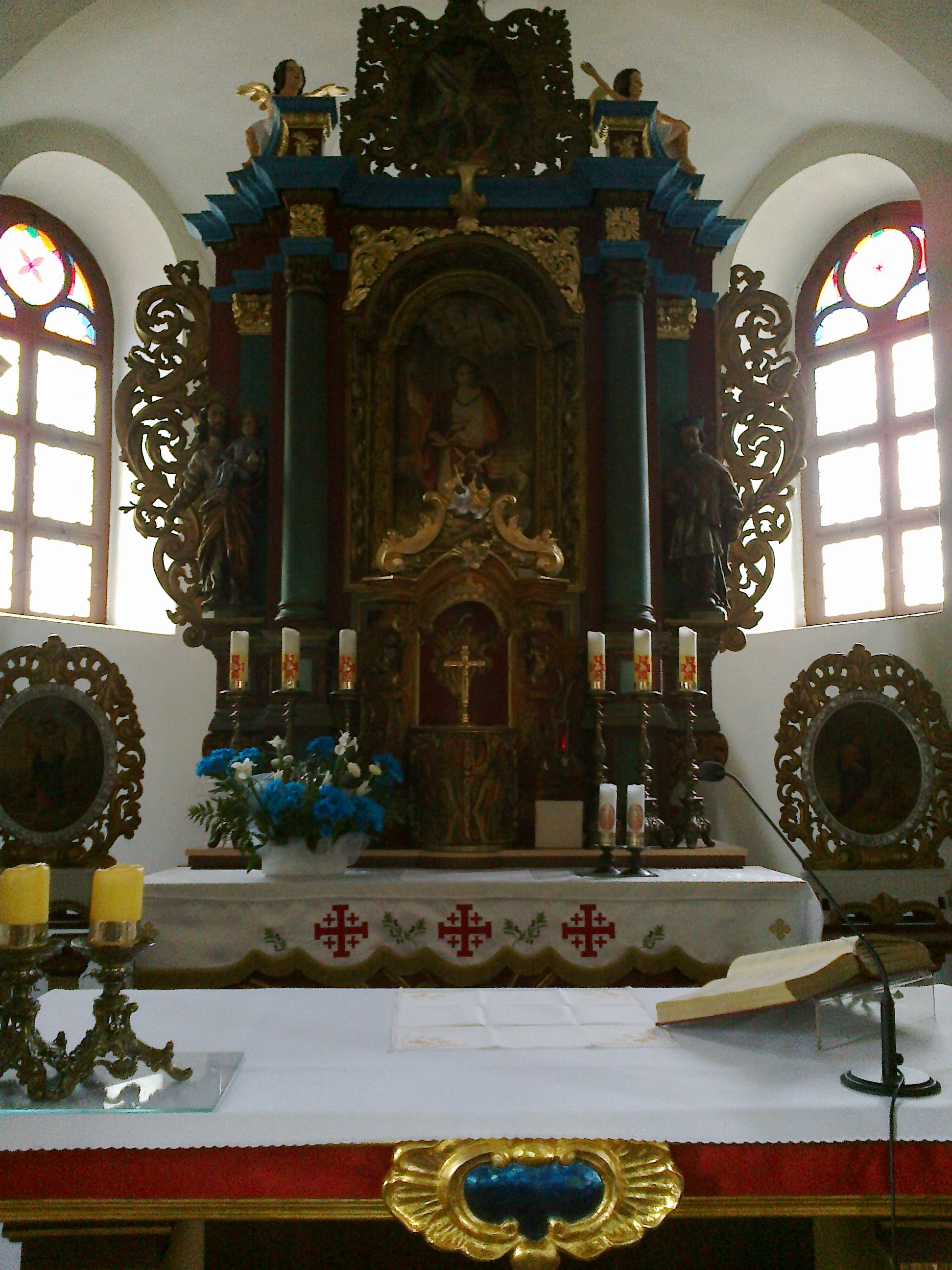
ołtarz

Kościół świętej Małgorzaty Antiocheńskiej i Podwyższenia Krzyża Świętego w Bzowie – rzymskokatolicki kościół parafialny należący do parafii pod tym samym wezwaniem (dekanat nowski diecezji pelplińskiej).
Jest to świątynia wzniesiona w stylu późnobarokowym w 1768 roku. Kościół o żółtych elewacjach podzielonych lizenami, z wyodrębnionym prezbiterium oraz wieżą z hełmem dzwonowym i latarenką. Wystrój wnętrza budowli powstał w stylu rokokowym w XVIII wieku.
W XX wieku obiekt był kilkakrotnie remontowany. W dniu 24 lipca 1938 roku biskup chełmiński Konstantyn Dominik dokonał poświęcenia świątyni.